# Шмидт, Томас
Томас Шмидт (родился 18 февраля 1976 года в городе Бад-Кройцнах) — немецкий спортсмен, выступающий в гребном слаломе.

## Спортивные достижения
Томас Шмидт принимал участие в соревнованиях по гребле на байдарках и каноэ с середины 1990-х до середины 2000-х годов.
Принимая участие в соревнованиях на двух летних Олимпийских играх, он завоевал золотую медаль в дисциплине К-1 в Сиднее на летних Олимпийских играх 2000. На Олимпийских играх 2004 в Афинах он был пятым.
Шмидт также завоевал две медали в дисциплине К-1 (командный зачет) на чемпионатах мира по гребному слалому, организованных Международной федерацией каноэ в 2002 году (золото) и в 2003 году (бронза).
В 2001 году был чемпионом соревнований Кубка мира в дисциплине К-1. На чемпионатах Европы в 1996, 1998, 2002 годах завоевал три золотые медали в дисциплине К-1 (общекомандный зачет).
В 2004 году Шмидт окончил университет Аугсбурга. Работая инженером, он также комментировал выступления спортсменов на соревнованиях по гребному слалому в телевизионной программе Euro Sport. С ноября 2008 года состоит в Международной федерации каноэ.
Томас Шмидт женат, имеет дочь. Проживает в Аугсбурге, является членом спортивного клуба Kanu Schwaben Augsburg.